# Заольша (станция)
Заольша – станция Витебского отделения Белорусской железной дороги. Расположена в посёлке Заольша.